# Poriadie
Poriadie (ungarisch Erdősor – bis 1907 Poradje) ist eine Gemeinde im Westen der Slowakei.

## Lage und Allgemeines
Die Gemeinde entstand am 1. April 1955 durch Ausgliederung mehrerer Ansiedlungen aus der Stadt Myjava, allerdings existierte der Ort schon vorher (1907 Poradje, 1929 Poradie).
Die Gemeinde liegt im Hügelland zwischen den Kleinen Karpaten im Süden und den Weißen Karpaten im Norden. Nové Mesto nad Váhom liegt zirka 30 Kilometer östlich der Gemeinde, Myjava zirka 2 Kilometer östlich, Senica etwa 20 Kilometer westlich.

## Bevölkerung
| Jahr                | 1994 | 2004    | 2014    | 2024    |
| ------------------- | ---- | ------- | ------- | ------- |
| Anzahl der Personen | 718  | 695     | 705     | 703     |
| Unterschied         |      | −3,20 % | +1,43 % | −0,28 % |

| Jahr                | 2023 | 2024    |
| ------------------- | ---- | ------- |
| Anzahl der Personen | 713  | 703     |
| Unterschied         |      | −1,40 % |

## Verkehrsanbindung
Die Gemeinde ist an das Bahnnetz über die Bahnstrecke Nové Mesto nad Váhom–Veselí nad Moravou angeschlossen.